# Krabbtaska
Krabbtaska (Cancer pagurus) är en art av infraordningen krabbor. 

## Utseende
Ryggskölden är oval och rödbrun till färgen. Bredden är normalt upp till 20 cm, även om mycket stora exemplar kan nå upp till 30 cm. Stjärten är bred hos honorna, smal hos hanarna. Klorna är kraftiga, med svarta spetsar.

## Utbredning
Krabbtaskan finns i östra Atlanten från Nordnorge, runt Brittiska öarna, in i Öresund och vidare söderöver runt Iberiska halvön in i Medelhavet (längs nordkusten och västra sydkusten) och ner till Marocko.

## Vanor
Arten lever på klippbottnar, stenbankar eller gyttjiga sandbottnar på ned till 50 meters djup, grundare under sommaren. Födan utgörs av en stor mängd djur, framför allt blötdjur. Krabbtaskan är rörlig, och vandrar ofta långa sträckor; upp till 100 km har konstaterats.

### Fortplantning
Den parar sig strax efter skalömsningen på sommaren. Honan kan spara säden från flera hanar och lägga ägg flera gånger efter parningarna. Äggen bärs under stjärten fram till följande sommar. De nykläckta larverna är pelagiska i omkring 2 månader. Könsmognad uppnås efter 5 till 6 år. En krabbtaska kan bli upp till 20 år gammal.

## Kommersiell användning
Krabbtaskan fiskas med tinor, fiskenät eller tas i trål tillsammans med fisk. Den saluförs både färsk (levande), djupfryst eller konserverad. Det är denna art som vanligen kallas krabba som maträtt.